# Occupation allemande de la Lettonie pendant la Seconde Guerre mondiale

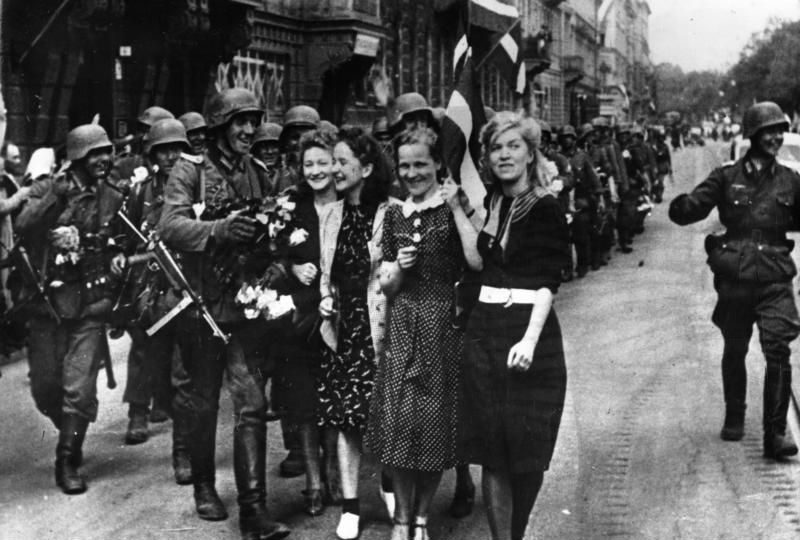
Des soldats allemands entrent à Riga, juillet 1941.

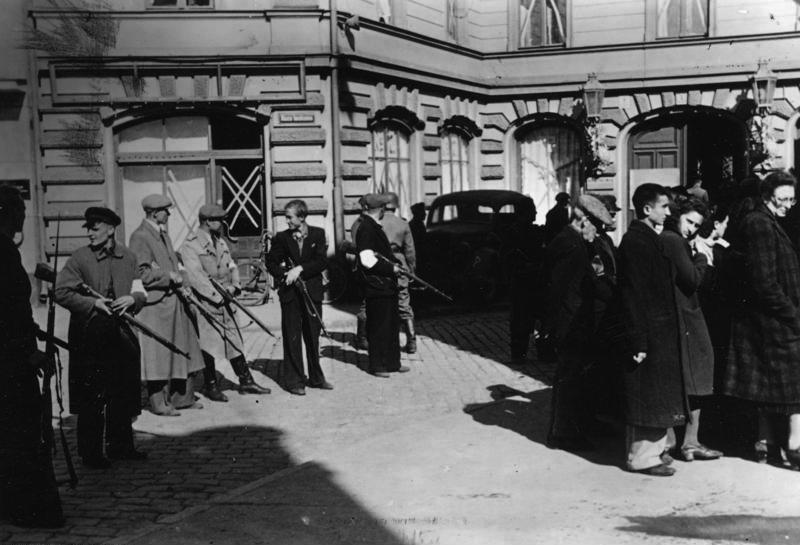
Des membres de la police auxiliaire lettone rassemblent un groupe de juifs à Liepāja, juillet 1941.

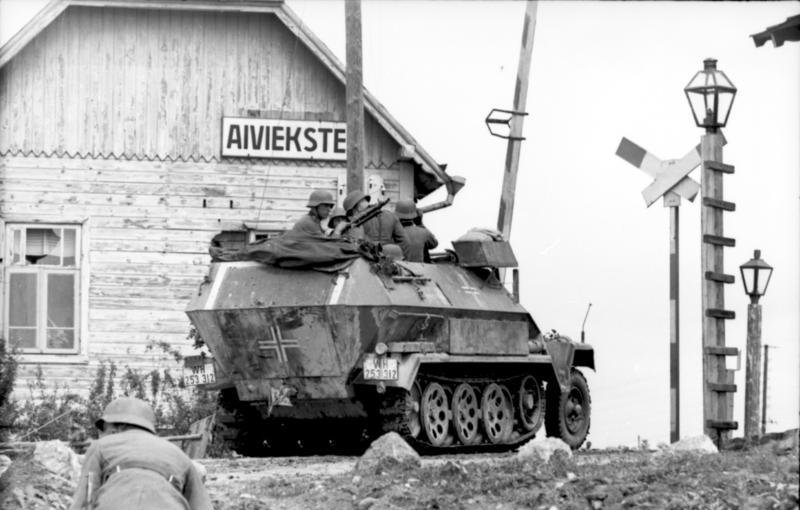
SdKfz 251 allemand à la gare d'Aiviekste.

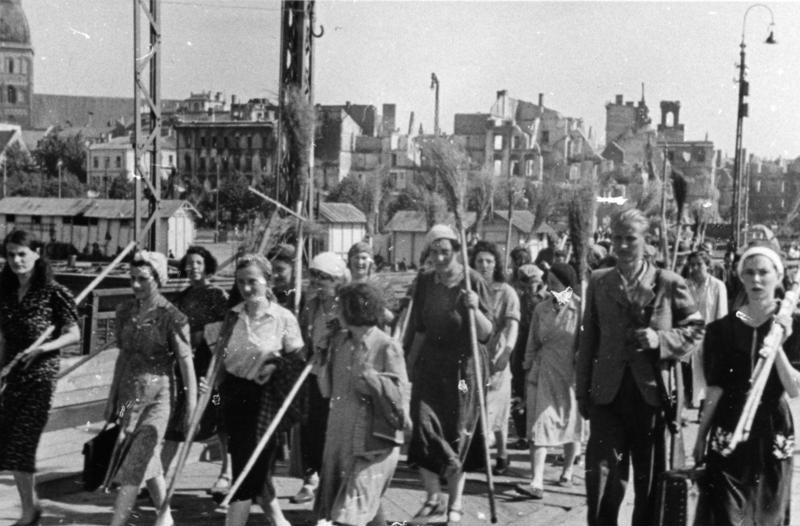
Équipe de nettoyage à Riga en ruine, juillet 1941.

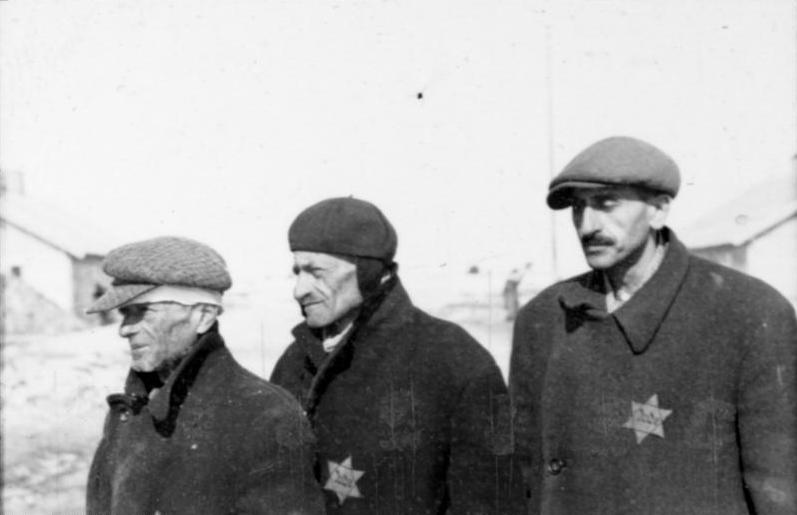
Prisonniers juifs du camp de Salaspils.

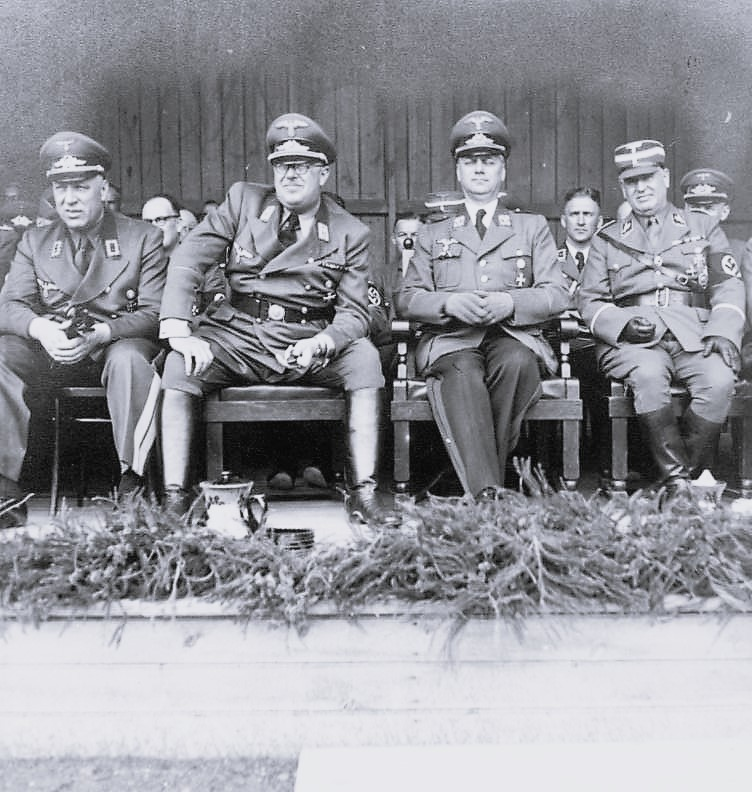
Le ministre du Reich Alfred Rosenberg en Lettonie occupée, 1942.

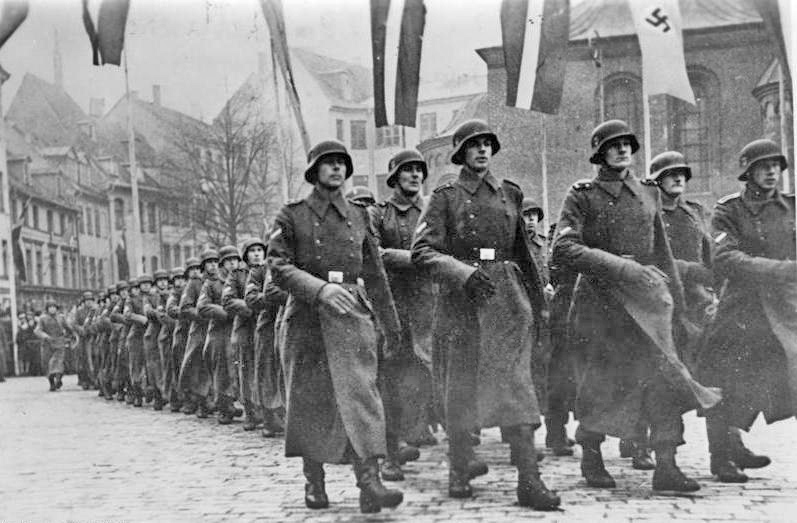
Légion lettone en parade, novembre 1943.

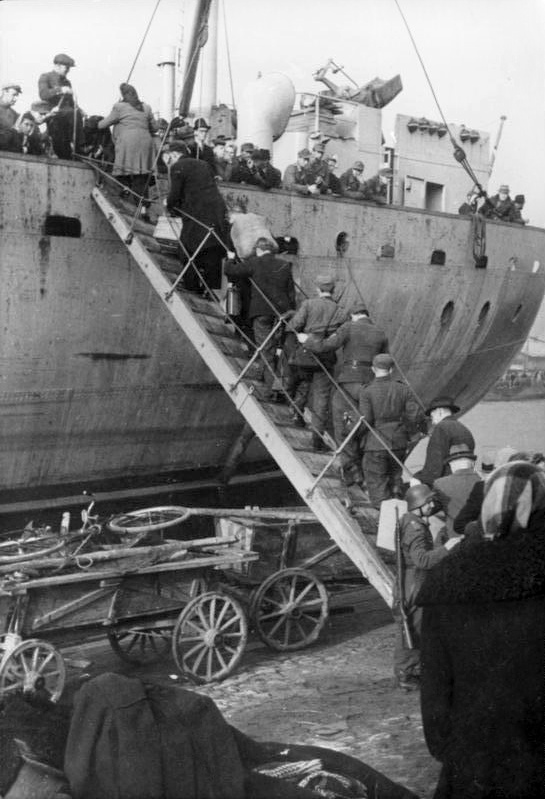
Réfugiés fuyant Ventspils, octobre 1944.

Pour les autres pays occupés par le Troisième Reich, voir Europe sous domination nazie.
L'occupation de la Lettonie par l'Allemagne nazie a fait partie de l'invasion de l'URSS par l'Allemagne nazie le 22 juin 1941 (opération Barbarossa). Le territoire est totalement conquis par les forces armées allemandes le 10 juillet 1941 en devenant partie intégrante du Reichskommissariat Ostland.
Tous indésirables au régime sur le plan racial, s'opposant à l'occupation allemande, ou ceux ayant coopéré avec l'Union soviétique ont été tués ou déportés dans les nombreux camps de concentration nazis, conformément au Generalplan Ost.

## Persécutions
Immédiatement après la création de l'entité administrative allemande au début du mois de juillet 1941, l'élimination de la population juive et rom a débuté, avec des massacres massifs ayant lieu à Rumbula et ailleurs. Les tueries ont été commises par l'Einsatzgruppe A et la Wehrmacht. Des collaborateurs lettons, dont les 500 à 1 500 membres du Sonderkommando Arājs (qui à eux seuls ont tué environ 26 000 juifs) et d'autres membres lettons du SD, étaient également impliqués.
30 000 Juifs ont été abattus à l'automne 1941, la plupart des Juifs restants étant rassemblés et placés dans des ghettos. En novembre et décembre 1941, le ghetto de Riga est devenu bondé et pour faire place à l'arrivée imminente de juifs allemands, étant expulsés du pays, la totalité des 30 000 juifs restants à Riga ont été emmenés du ghetto vers la forêt de Rumbula à proximité et abattus.
Les Juifs allemands, autrichiens et actuels de la République tchèque, rassemblés dans le ghetto de Riga, étaient employés aux travaux forcés par de grandes entreprises allemandes, avec des rations très réduites. Le camp de concentration de Riga-Kaiserwald a été construit en 1943 à Mežaparks, en bordure de Riga, rassemblant la plupart des détenus du ghetto. Peu avant le retour des forces soviétiques, tous les Juifs de moins de 18 ans ou de plus de 30 ans ont été abattus, le reste transféré au camp de concentration du Stutthof.
Pendant les années d'occupation nazie, des campagnes de tueries ont liquidé 90 000 personnes en Lettonie, dont environ 70 000 Juifs et 2 000 Tsiganes. Ceux qui n'étaient ni Juifs ni Tsiganes étaient pour la plupart des civils dont les opinions et activités politiques étaient inacceptables pour les occupants allemands. Les civils Juifs et Tsiganes ont été éliminés à la suite de la "théorie des races" nazie telle qu'elle est exposée dans le Generalplan Ost.

## Résistance
La résistance en Lettonie était très déroutante, elle comprenait des personnes résistant à l'occupation soviétique qui étaient heureuses de collaborer avec les forces allemandes, des partisans soviétiques résistant à l'occupation allemande et des nationalistes résistant à tous ceux qui occupaient ou essayaient d'occuper la Lettonie. Des personnes ont également changé de soutien lorsque les Soviétiques ont commencé à arrêter et à déporter la population, une majorité lorsque l'occupant nazi a commencé à tuer des Lettons, et vise-versa au retour des troupes soviétiques après l'occupation allemande. Pour finir, certains se sentaient persécutés, principalement les Juifs, qui résistaient à tous ceux qui tentaient de les réduire au silence, dont les Lettons et les Allemands.
De nombreux résistants ont fini par rejoindre les armées allemande et certaines, les armées soviétiques, comme moyen de combat. Très peu ont pu vivre en tant que bandes indépendantes dans les forêts.
Lorsque les Allemands sont arrivés en Lettonie, ceux-ci sont tombés sur des bandes de guérilla anti-soviétiques opérant dans de nombreuses régions, de qualité variable, certaines gonflées par des déserteurs d'unités soviétiques. Le plus grand et le plus efficace a été dirigé par Kārlis Aperāts, qui deviendra Standartenführer dans la Waffen SS.
Certains Lettons ont résisté à l'occupation allemande en entreprenant des actes de bravoure en solo, comme Jānis Lipke qui a risqué sa vie pour sauver plus de 50 Juifs.
Le mouvement de résistance letton était divisé entre les unités indépendantistes sous le Conseil central letton et les forces pro-soviétiques sous l'état-major central du mouvement partisan à Moscou. Leur commandant letton était Arturs Sproģis (lv). Le Conseil central letton a publié la publication interdite Brīvā Latvija (« Lettonie libre »). Le périodique a promu l'idée de renouveler la démocratie en Lettonie après la guerre.
Des manifestations publiques de résistance comme le 15 mai 1942 à Riga ont entraîné l'arrestation des jeunes nationalistes, d'autres ont été empêchés lorsque leurs plans ont été découverts.
L'activité partisane a augmenté après l'opération Winterzauber entreprise par les Allemands qui ont détruit 99 villages dans l'est de la Lettonie, 6 000 des villageois déportés pour travaux forcés et 3 600 abattus au début de 1943. Cependant, une grande partie de l'activité partisane visait à forcer les civils à fournir de la nourriture et un abri aux partisans plutôt qu'à combattre les Allemands.
Des partisans soutenant les Soviétiques, dont beaucoup étaient en fait des soldats soviétiques opérant derrière les lignes, ont envoyé des messages à Moscou en faisant des déclarations folles de succès, par exemple, affirmant que 364 trains ont été détruits, ce qui ne ressemble en rien aux rapports allemands. Ces « rapports » ont été utilisés comme propagande par les Soviétiques.
La résistance s'est poursuivie à un niveau accru après le retour de l'Armée rouge en juillet 1944, avec peut-être 40 000 Lettons impliqués et environ 10 000 actifs à tout moment.

## Les Lettons dans l'armée soviétique
L'Union soviétique a enrôlé dans ses sections d'armée des unités militaires indépendantes de Lettonie, ainsi que les Lettons qui s'étaient retrouvés en Russie à la suite de guerres précédentes ou qui y avaient vécu à l'origine. De nombreux soldats lettons ont déserté lorsque l'Allemagne a attaqué la Lettonie. Quelques-uns, en particulier les Juifs, ont continué à servir au sein des forces soviétiques.
Le 130e Corps de fusiliers lettons de l'Ordre de Souvorov de l'Armée rouge a été formée, pour la troisième fois, le 5 juin 1944, peu de temps avant que l'Armée rouge n'attaque la Lettonie. Leur force était d'environ 15 000 hommes, qui se composait de trois divisions : 43e gardes, 308e division de fusiliers lettons et une division soviétique. Les unités du Corps se sont battues contre les unités de la 19e Division SS la Légion lettone. L'unité contenait peu de soldats lettons, mais était importante à des fins de propagande.

## Les Lettons dans l'armée allemande
L'Allemagne nazie, à son arrivée en Lettonie, a cherché à recruter des unités lettones pour agir conformément au Generalplan Ost nazi qui exigeait que la population de la Lettonie soit réduite de 50%. Ils ont rapidement localisé Viktors Arājs, qui dirigeait une unité tristement connu sous le nom de Sonderkommando Arājs, responsable d'exactions contre la population juive, telles que l'incendie des synagogues de Riga ou le massacre de Rumbula les 500 hommes exécutant quelque 26 000 juifs, gitans et autres jugés indésirables.
Des bataillons de la police auxiliaire lettone ont été rassemblés auprès de volontaires, le premier envoyé sur le front a été impliqué dans de violents combats en juin 1942. La Lettonie a toutefois voulu lever une Légion lettone, sous le commandement d'officiers lettons, proposant de lever une armée de 100 000 personnes. En janvier 1943, manquant de troupes, Hitler accepte ; cela supprima la nécessité de circonscrire des Lettons. C'est ainsi que naquit la 15e division SS.
Deux bataillons de police combattant près de Leningrad avec des soldats néerlandais et flamands ont été retirés en mai 1943 et avec des renforts de Lettonie et un changement d'uniforme, transformés en 2e brigade de volontaires SS lettons et intégrés à la 2e brigade d'infanterie SS. Le commandant en chef letton, le lieutenant-colonel Voldemārs Veiss, reçoit la Croix de chevalier de la croix de fer en janvier 1944. La brigade a été élargie à la 19e division SS en janvier 1944.

## Défaite et retraite des troupes nazies
Le 12 janvier 1944, le dernier assaut de l'Armée rouge a réussi à lever le siège de Léningrad pendant 900 jours, au cours duquel plus de 1 000 000 de personnes sont mortes. Le 20 janvier, les troupes allemandes ont commencé à battre en retraite.
La reconquête de la région de la Baltique a été entreprise dans le prolongement direct de l'assaut qui a commencé à Leningrad, pénétrant en Estonie début février, avec une grande partie de l'Ukraine et de la Biélorussie. L'Allemagne nazie, subissant des défaites régulières sur le front oriental, a été repoussée vers l'ouest.
La 2e brigade lettone SS, qui a été transformée en 19e division SS, faisait partie de ceux qui se battaient avant que le dégel printanier ne ralentisse les attaques. Le 22 juin, le troisième anniversaire de l'invasion allemande a été choisi comme date de début de l'opération Bagration. L'attaque massive soviétique a été catastrophique pour les armées allemandes qui se sont repliées avant l'assaut. À la mi-juillet 1944, avant que l'armée soviétique ne franchisse à nouveau la frontière orientale d'avant-guerre de la Lettonie, les armées soviétiques ont continué vers l'ouest, laissant suffisamment de troupes pour bloquer les forces allemandes restantes jusqu'à ce qu'elles attaquent le 11 septembre comme diversion pour une attaque en Estonie. Le 9 octobre, Riga était à portée d'artillerie de l'Armée rouge. Les troupes allemandes, y compris la 19e division sous le nom de code Donner (Thunder), se retirent de Riga, détruisant les ponts au fur et à mesure. Les batailles étaient assez sanglantes mais le 13 octobre 1944, les Soviétiques avaient repris Riga. À la mi-octobre, l'armée allemande, qui comprenait en partie la « Légion lettone », a été assiégée à Courlande, dans la « poche de Courlande ».
Quelque 200 000 soldats allemands ont résisté en Courlande. Ils étaient coincés entre la mer Baltique et les lignes soviétiques tandis que l'armée soviétique se concentrait sur les attaques en Prusse orientale, en Silésie, en Poméranie et, finalement, à Berlin. Le colonel-général Heinz Guderian, chef d'état-major allemand, a insisté pour que les troupes de Courlande soient évacuées par mer et utilisées pour la défense du Reich. Cependant, Hitler a refusé et ordonné aux forces allemandes en Courlande de tenir le coup. Il les jugeait nécessaires pour protéger les bases sous-marines allemandes le long de la côte de la Baltique. Le 15 janvier 1945, le groupe d'armées Courlande a été formé par le colonel-général Dr. Lothar Rendulic. Jusqu'à la fin de la guerre, le groupe d'armées Courlande (y compris des divisions telles que la légion lettone Freiwiliger SS) a défendu avec succès la zone dans laquelle ils étaient assiégés. Elle a duré jusqu'au 8 mai 1945, lorsque le colonel-général Carl Hilpert, le dernier commandant du groupe d'armées, s'est rendu au maréchal Leonid Govorov. À cette époque, le groupe était composé de quelque 31 divisions de force variable. Environ 200 000 soldats du groupe d'armées Courlande se sont rendus, dont 14 000 soldats lettons . Ils ont été déportés vers des camps de prisonniers soviétiques à l'est après leur reddition le 9 mai.
De nombreux Lettons ont fui ce champ de bataille à bord de bateaux de pêche et de navires vers la Suède et l'Allemagne, d'où ils ont émigré dans diverses parties du monde, principalement en Australie et en Amérique du Nord. Environ 150 000 Lettons se sont exilés en Occident.

## Conséquences de la Seconde Guerre mondiale
Pendant la Seconde Guerre mondiale, plus de 200 000 soldats lettons se sont retrouvés dans les rangs des deux forces d'occupation ; environ la moitié d'entre eux (100 000) ont été tués sur le champ de bataille.
On estime que, du fait de la guerre, la population de la Lettonie a diminué de 300 000 à 500 000 personnes (une diminution de 25% par rapport à 1939). La guerre a également fortement endommagé l'économie : de nombreuses villes historiques ont été détruites, ainsi que l'industrie et les infrastructures.
En 1940, la plupart des gouvernements occidentaux ne reconnaissaient pas l'incorporation de la Lettonie et des autres États baltes dans l'Union soviétique. La seule exception a été la Suède, qui a renvoyé en URSS les membres de la Légion lettone, arrivée en Suède à la fin de la guerre, et a remis à l'URSS les bureaux diplomatiques des pays baltes de Stockholm. Après la guerre, les États-Unis ont exercé la pression la plus persistante sur l'Union soviétique concernant le désir d'indépendance des États baltes. Pendant toute la période d'occupation, l'ambassade de Lettonie indépendante a continué de fonctionner à Washington, DC.